# Sci-fi

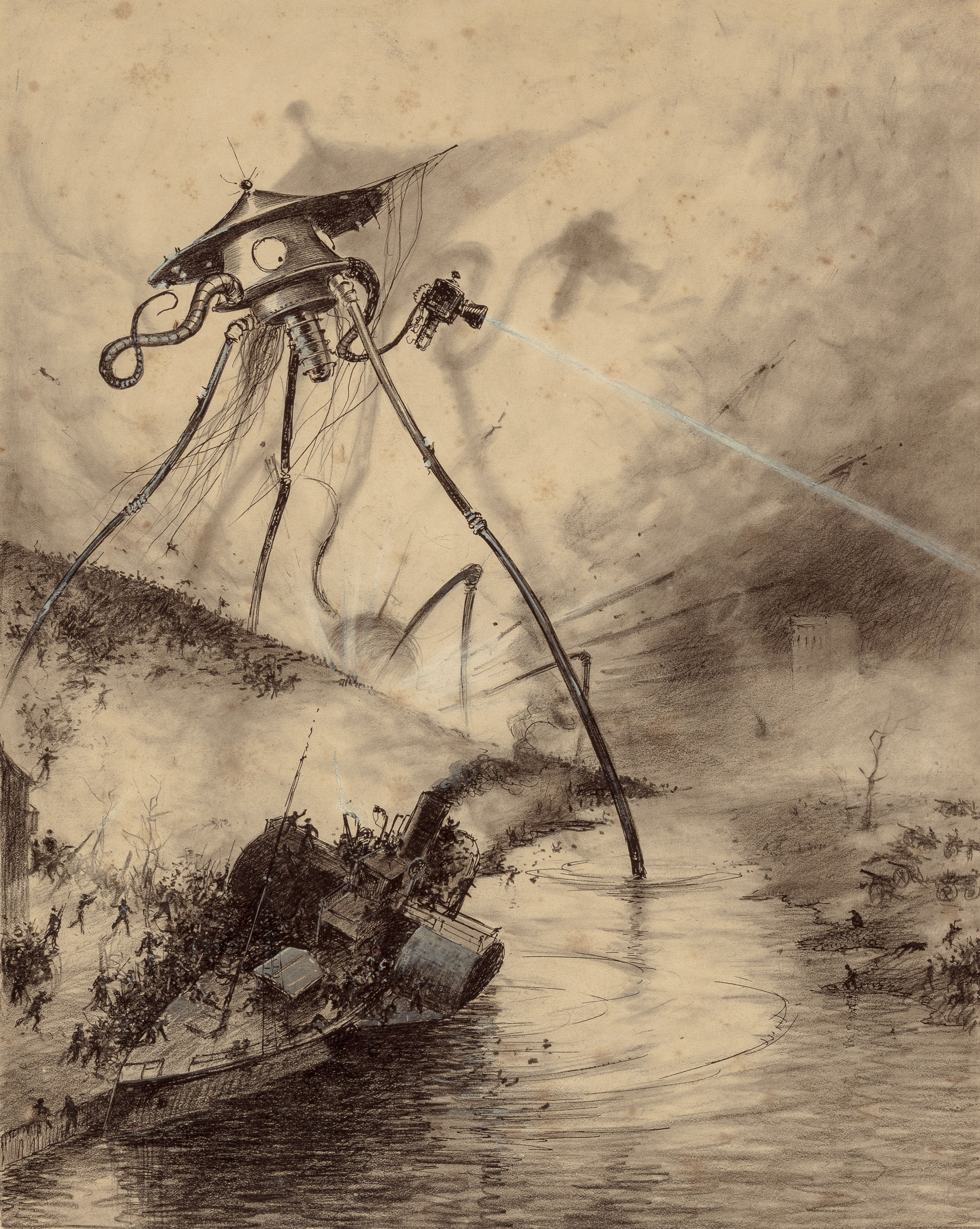
Földönkívüliek inváziója H. G. Wells 1897-es Világok harca című regényében (Henrique Alvim Corrêa illusztrációja)

A sci-fi (ejtsd ~ 'szki-fi' vagy 'szi-fi') az angol: science fiction (ejtsd ~ 'szájensz fiksön') kifejezés rövidítése. Jelentése eredetileg tudományos fantasztikus (regény)írás (a fikció jelentése: kitalálás, fantáziálás), tudományos (szép)irodalom, de magyarul a tudományos-fantasztikus (irodalom, művészet) megnevezés használatos. 
A tudományos-fantasztikus mű olyan művészeti (irodalmi, film stb.) alkotás, mely legtöbbször valódi vagy képzeletbeli tudomány(ok)nak a társadalomra, vagy egyes egyénekre gyakorolt hatását mutatja be. A művek közös jellemzői, hogy zömében egy lehetséges jövőben játszódó képzeletbeli történetek. Megnyilvánulási formájuk lehet könyv, képregény, festmény, televíziós sorozat, film, rajzfilm, játék, színdarab és egyéb média. A "science fiction" kifejezést először Hugo Gernsback (1884–1967) amerikai lapkiadó használta 1928-ban.

## Definíciója
Egy általános megfogalmazás szerint "A tudományos-fantasztikus irodalom az elbeszélő szépprózának az az ága, amely ma még nem létező vagy föl nem ismert problémákkal foglalkozik, s azokra racionális megoldást kínál, vagy fordítva, létező, fölismert problémákkal foglalkozik, s azokra nem létező, de racionális megoldást kínál." (S. Sárdi Margit).

## A sci-fi kedvelt témái
- civilizáció
- idegen lények, ufók
- időutazás
- filozófia
- földön kívüli élet
- gépek, Robotok
- különleges képességek
- mesterséges intelligencia
- társadalmi rendszerek
- technológiai szingularitás
- transzhumanizmus
- tudósok, illetve a tudomány felhasználása
- űrrepülés

Az irodalmi igényű alkotások bármely téma esetén erkölcsi, filozófiai kérdéseket vetnek fel a társadalom, illetve az egész emberiség jövőbeli fejlődése, alakulása szempontjából, melyek megoldásában általában kiemelt szerepe van egyes (fő)szereplők felelősségének.

## A sci-fi típusai

### Keményvonalas (hard) sci-fi
A sci-finek azt a vonalát nevezzük így, amelyik szigorúan figyelembe veszi és alkalmazza a természettudományos ismereteket, azokból logikus következtetéseket von le, és általában betartja a tudományos módszerekkel szemben támasztott követelményeket. Az elnevezés, amely az angol "hard science" kifejezésből származik, éppen erre utal. A keményvonalas sci-fi ennek ellenére nem száraz tudományos leírás, a tudományos háttér csupán a cselekmény hihetőségét növeli, és sokszor kulcsfontosságú a történetben. Ide sorolhatjuk azokat a műveket is, amelyek valamely kitalált vagy eddig nem igazolt tudományos elméletet vagy műszaki berendezést használnak fel, és azokat elfogadható logikai rendszerbe helyezik. Különböző stílusú, neves képviselői: Isaac Asimov, Stanisław Lem, Larry Niven és Arthur C. Clarke.

### Soft sci-fi
Az elnevezés az angol "soft science" kifejezésből származik, amellyel a társadalomtudományokat illetik, szemben a természettudományokra használt "hard science" elnevezéssel. A soft science fiction jellegzetessége, hogy a történet és az elbeszélésmód az előbbiekre, azaz a társadalomtudományokra alapul, ennek megfelelően többet foglalkozik a szereplők tulajdonságaival, jellemével, társadalmi körülményeivel és fejlődésével, mint a történet tudományos és technikai vonatkozásainak mai tudásunk szerinti megalapozottságával vagy korrektségével. A művek gyakran öltenek utópia- vagy disztópia-jelleget. A soft science fiction képviselői többek között Ray Bradbury, Philip K. Dick és Ursula K. Le Guin.

### Cyberpunk, steampunk, clockpunk, biopunk, dieselpunk, retro-futurizmus és egyéb szubzsánerek
Alternatív történelem kategóriába is sorolhatóak lehetnének, jellemzően oly módon festik le a világképet, hogy a múltban (esetleg a közeli jövőben) valami módon másfelé kanyarodott a történelem folyása.
- Biopunk: A cyberpunkhoz hasonló, biológiai szervezetekkel való mesterséges manipulálás a fő motívuma, például valaminek vagy valakinek a genetikai megváltoztatása. Jellemző elemei a titkos kísérletek, vírusok, mutánsok, mesterséges biológiai képességekkel rendelkező élőlények.
- Clockpunk: A steampunkhoz hasonló, csupán az óramű szerű fogaskerekes berendezések dominálnak.
- Cyberpunk: Jellemzően a nem túl távoli jövőben játszódik, a távoli bolygók kolonizálása nem kezdődött meg, űrutazás nem jelentős. Túlnépesedett nagyvárosokban élnek az emberek, nagymértékű a bűnözés (cyberbűnözés is), a környezetszennyezés és óriásvállalatok irányítanak mindent. Fejlett műszaki, informatikai rendszerek, eszközök vannak jelen, melyek kiszolgálják az embereket, de emberszerű robotok, androidok is feltűnhetnek hasonló céllal, a technikai fejlettségben a mesterséges intelligencia is kialakulhat.
- Dieselpunk: 1940–1960-as évekbeli Amerika jellegű stílus, a belső égésű motorok jelentősen tért hódítottak és fejlettebb technikák épültek rá. Jellegzetes eleme a rakétaautó.
- Posztapokaliptikus: A közeli jövőben játszódik, valamilyen katasztrófa (földrengés, atomháború, zombi-apokalipszis stb.) után. Az emberi civilizáció összeomlott, az egész bolygót romvárosok és radioaktív sivatagok borítják, a túlélésért való küzdelem folyik. Jellegzetes elemei a zombik, banditák és páncélozott autók, kamionok. Őstípusai a Mad Max és az Élőhalottak éjszakája című filmek.
- Steampunk: Sok változata ismert, de legjellegzetesebben neo-viktoriánus érában játszódik, főként gőzzel működő fejlett gépek terjedtek el a villamosság helyett. Jellegzetesen megjelenő elemek benne a csavarozott, szegecselt réz vagy vas, esetleg bőr alkalmatosságok, tárgyak, továbbá a gőzgépek, léghajók.

### Időutazásos sci-fi
A főhős a múltba utazik (szándékosan vagy véletlenül), ahol:
- szembesül a mienkétől teljesen eltérő (társadalmi, technikai) körülményekkel, vagy
- az emberiség múltjában az eseményeket megváltoztató alkalom kínálkozik számára

A főhős a jövőbe utazik (szándékosan vagy véletlenül), ahol:
- számunkra ismeretlen technikai megoldásokkal, társadalmi berendezkedéssel találkozik, melyek problémái a jelenben keletkeztek, ezért visszautazik és azokat itt és most kell megoldania
- számunkra ismeretlen technikai megoldásokkal, tudással találkozik, amik segítségével a jelen (vagy a múlt) problémáit kell megoldania

Az alapötleteken kívül természetesen számtalan más kombináció elképzelhető.

### Űropera
A klasszikus űropera nagyszabású, sok szereplőt mozgató, jórészt a világűrben zajló, egész bolygórendszereket, csillagrendszereket vagy galaxisokat átfogó kalandos történet, amelyet egzotikus űrjárművek, varázslatos technikák, szinte elképzelhetetlenül pusztító szembenálló erők és fegyverek, valamint gyakran idegen lények színesítenek. Ezekben a történetekben a tét általában nagy: embercsoportok, népek, akár az egész emberiség, sőt az egész világ sorsa kockán foroghat. A klasszikus űropera jeles képviselői többek között E. E. Smith, Edmond Hamilton, John W. Campbell, A. E. van Vogt, Jack Williamson, Poul Anderson és Gordon R. Dickson.
Az 1970-es években kibontakozó új űropera, amelyben főleg brit szerzők (Iain Banks, Stephen Baxter, Michael John Harrison, Alastair Reynolds, Paul J. McAuley, Ken MacLeod, Peter F. Hamilton) járnak az élen, ezekre az alapokra építkezve kitágította a műfajt. Az ő műveikben nagyobb hangsúlyt kap a szereplők jelleme és emberi kapcsolataik, valamint társadalmi, morális és filozófiai kérdések. Az új űropera gyakran hard sci-fi-elemekkel egészül ki, amennyiben a szerző igyekszik logikusan megalapozni a művében felhasznált technikai és tudományos megoldásokat. Ez a vonás főleg Stephen Baxter és Alastair Reynolds írásaira jellemző.
Legújabban megfigyelhető az űropera keveredése más sci-fi alműfajokkal is, mint például a cyberpunk, többek között M. John Harrison és Charles Stross alkotásaiban.
A magyar nyelven megjelent űroperák közül megemlítendő Isaac Asimov Birodalom- és Alapítvány-trilógiája, Iain Banks Kultúra-regényei, Dan Simmons Hyperion-sorozata, Lois McMaster Bujold Vorkosigan Saga-ja (Maréknyi becsület, Barrayar), Larry Niven Gyűrűvilág-a, valamint Niven és Jerry Pournelle Szálka Isten szemében című műve.
A tv-sorozatok közül ide tartozik az Orion űrhajó, a Star Trek, a Babylon 5 és a Csillagközi romboló. Klasszikus űropera-film a Csillagok háborúja sorozat.

### Alternatív történelmi sci-fi
A történet az emberiség múltjában játszódik, de egyes kulcsmotívumok cseréjével: tudományos eredmények, személyek, események sorsának alakulása eltér az általunk ismerttől; egyfajta „mi lenne ha...” kérdés kifejtéséről van szó. A jó sci-fiben a változás a jelenlegi ismereteinkhez képest kicsi, ezért a történet reális, ugyanakkor az ismeretlen történet alakulása izgalmakat tartogat.
Egyes történetek a történelem homályos, bizonytalan pontjaiból, de reális tudományos feltételezésekből indulnak ki.

### Egyéb típusok
- Disztópia
- Utópia

## A sci-fi története

### Az előfutárok
A science fiction irodalmi műfaja sokszínű. Mivel nincsen teljes megállapodás meghatározásáról tudósok és rajongók körében, az eredete ismeretlen. Néhányak azt mondják, a science ficton a késő középkorban kezdődött, vagy hogy a science fiction csak a tudományos forradalom által jöhetett létre, nevezetesen Galileo Galilei és Isaac Newton csillagászati, fizikai és matematikai felfedezései által. A norvég-dán író, Ludvig Holberg latin nyelven írott Nicolai Klimii iter subterraneum c. szatirikus-utópisztikus műve (1741) is az egyik lehetséges ősforrás. (Magyarul Klimius Miklósnak föld alatt való útja címen jelent meg 1783-ban.) Mások szerint eredete a Frankenstein című regényből származik (1818).
A sci-fi a huszadik században bontakozott ki, mivel a tudomány és a találmányok áthatoltak a társadalomba, így érdekeltté vált az olyan irodalom, ami a technológia hatásait fedezi fel. Ma a sci-fi nagy hatással van a világkultúrára és a gondolatokra.

#### Korai tudományos fantasztikum
A műfaj klasszikusa kétségtelenül Verne Gyula (Jules Verne) francia író, aki több tucat sci-fit írt és egzotikus helyeken játszódó kalandregényt. Verne élete nagy részét Franciaországban töltötte, bár saját hajóján egy alkalommal európai körutat tett. Verne alaposan felkészült a tudomány és technika korabeli eredményeiből és próbálta elképzelni a további fejlődést. Regényeinek nagy hatása volt a 19. századi emberek gondolkodására, el lehet mondani, hogy sok későbbi kutatónak és felfedezőnek adott ihletet és motivációt.
A műfajnak aztán a 19. század végén élt H. G. Wells adott lendületet.

### A magyar Sci-fi

#### Az előfutárok
- Klimius Miklósnak föld alatt való útja / Ludvig Holberg ;
- Bessenyei György: Tarimenes utazása (1804)
- Neÿ Ferenc: Utazás a Holdba, Rajzolatok a Társas Élet és Divatvilágból, 1836
- Koronka József: Utazás a régi Európa romjai felett 2836-dik évben, Nemzetközi társalkodó, 1837
- Jósika Miklós: Végnapok, Regényes képletek, Pest, 1847
- Jókai Mór: A jövő század regénye, Budapest, 1872–74
- Tóvölgyi/Schaffner Titusz: Új világ, Budapest, 1888, I. – 218 lap, II. – 162 lap
- Makay István: Repülőgéppel a holdra, Budapest, Athenaeum, 1899
- Tábori Róbert: Az élet folytatásokban, Budapest, Szépirodalmi, 1890
- Váncza Mihály: Föld alatt és föld felett, Gyikó, 1893
- Bojcsuk József: Romok árnyékában – riportsorozat a 25. századból, Užhorod, LÁM Rt. Könyvnyomda, 1937

#### Korai tudományos fantasztikum
- Naszády József: Anarchia, Légrády testvérek, 1903

#### A modern kor
A modern kor jelentős magyar képviselője a Galaktika, ami 1972 és 1995 között nem csak lehetővé tette a hazai sci-fi-rajongóknak, hogy folyamatosan hozzájuthassanak a világban megjelenő művekhez, és nem csak segítette a hazai szerzők megjelenését, de példányszáma – és minősége – alapján bejutott a világ első három legnagyobb antológiája közé. 1974-ben megkapta az Európa Legjobb Sci-Fi Magazinja díjat.
A Galaktika főszerkesztőjeként ismert Kuczka Péter azonban jóval többet tett a hazai sci-fiért ennél, nevéhez fűződik számtalan regény és novelláskötet kiadása.
A Galaktika támogatásával megjelent sci-fi és fantasy magazinok:
- Robur Magazin 1984–1986 (16 szám)
- Atlantisz Fantasztikus Magazin 1990 I./1 – 1991 II./1. (13 szám)

Ebben az időszakban jelent meg:
- Android Sci-Fi és Fantasy Magazin 1993/4. I/1. – 1993/08. I/5. (5 szám)

A Galaktika 2004 novemberében újraindult (bár az eredeti stábból szinte senki sem vett részt benne, de az indító cég megvásárolta a név használati jogát), Burger István főszerkesztő irányításával. 2005-ben ismét elnyerte az Európa Legjobb Sci-Fi Magazinja díjat az Európai Science Fiction Társaság (ESFS) Glasgowban megrendezett Eurocon találkozóján.
A magazin megszűnése és újraindulása között eltelt majdnem tíz évben több SF lap próbálta pótolni a Galaktika által hagyott űrt, például:
- X-Magazin
- Átjáró Magazin (2002–2004)
- Szíriusz Fantasztikus Kalandregény Újság 9 szám
- Új Galaxis antológia – 2003 óta megjelenő antológia

#### Magyar sci-fi-írók
- Ambrus Zoltán
- András László
- Antal József
- Bán János
- Barsi Ödön
- Bencsik András (J. T. Chipendale)
- Bihari Péter (Peter Sanawad)
- Bogáti Péter
- Botond-Bolics György (Ezer év a Vénuszon)
- Böszörményi Gyula (Ütközet a Meridim felett)
- Cserna József
- Csernai Zoltán
- Darázs Endre
- Déry Tibor
- Dévényi Tibor
- Dörnyei Kálmán
- Dragon György
- Elek István
- Fábián László
- Fábián Zoltán (F.A. Bian és A.F. Bian)
- Fazekas Beáta
- Fehér Klára
- Fekete Gyula
- Fonyódi Tibor
- Galántai Zoltán
- Gáspár András (Wayne Chapman)
- Görgey Etelka
- Gyertyán Ervin
- Hernádi Gyula
- Jókai Mór
- Jósika Miklós
- Karinthy Frigyes
- Kaszás István
- Kasztovszky Béla
- Kemény Dezső
- Kempner Magda
- Kovács „Tücsi” Mihály (Toochee; Michael T. Cricket)
- Kuczka Péter
- Kulin Ferenc (F. Lyn)
- Kulin György (Q. Lyn G.)
- Laczkó Géza
- László Endre
- László Zoltán
- Lengyel Péter
- Lovas Lajos
- Lőrincz L. László
- Markovics Botond
- Marton Béla
- Mesterházi Lajos
- Nemere István
- Nemes István
- Orbán Dezső
- Pápay Kálmán
- Pete László Miklós (L. N. Peters)
- Preyer Hugo
- Rónaszegi Miklós
- Szabó Sándor
- Szathmári Sándor
- Szélesi Sándor
- Szentmihályi Szabó Péter
- Szepes Mária (Orsi Mária)
- Teknős Péter
- Tóth Norbert - Alan Newman
- Tőke Péter Miklós – álnév: Peter Stock
- Viszokay Tamás
- Zelenák Anikó (Phillip Messier)
- Zsoldos Péter

## Az első 10 legjobbra értékelt sci-fi film listája (IMDb, 2020)[3]
1. Eredet (2010)
2. Mátrix (1999)
3. A Birodalom visszavág (1980)
4. Csillagok között (2014)
5. Csillagok háborúja (1977)
6. Bosszúállók: Végtelen háború (2018)
7. A tökéletes trükk (2006)
8. Terminátor 2. – Az ítélet napja (1991)
9. Vissza a jövőbe (1985)
10. Pókember: Irány a Pókverzum! (2018)

## Kapcsolódó témák
- fantasy